# La notte del poker (singolo)
La notte del poker è un singolo del cantautore italiano Pupo, pubblicato nel 2007.

## Descrizione
La canzone La notte del poker, scritta e composta dallo stesso Pupo e pubblicata nel 2007, è stata usata come sigla dell'omonimo programma televisivo andato in onda nello stesso anno nel mese di dicembre. La canzone contiene il concetto base del gioco d'azzardo, sottolineando i pericoli, i metodi per vincere e la grande ossessione (da evitare) che si può prendere nei confronti del poker o di qualsiesi gioco che riguarda il gioco d'azzardo.

## Tracce
1. La notte del poker – 3:20 (testo: Enzo Ghinazzi, Nomentana – musica: Enzo Ghinazzi)